# Ankotrofotsy
Ankotrofotsy est une commune urbaine malgache située dans la partie est de la région du Menabe.